# Fryksdals domsagas nedre tingslags valkrets
Fryksdals domsagas nedre tingslags valkrets var i riksdagsvalen till andra kammaren från 1866 till extravalet 1887 en egen valkrets med ett mandat. Valkretsen, som motsvarade de södra delarna av Fryksdals härad, uppgick vid det ordinarie valet 1887 i Fryksdals domsagas valkrets.

## Riksdagsmän
- Nils Andersson, min (1867–1869)
- Ivan Warberg (1870–1872)
- Adolf Wall (1873–1874)
- Johannes Örtqvist (1875)
- Jan Magnusson (1876–1881)
- Johannes Andersson (1882–1887)